# Galapagar
Galapagar è un comune spagnolo di 25 559 abitanti situato nella comunità autonoma di Madrid, parte della comarca di Cuenca del Guadarrama.

## Infrastrutture e trasporti
- Stazione di Galapagar-La Navata
- Autovía A-6 svincolo 27